# Alfie (singel Lily Allen)
Alfie – czwarty i zarazem ostatni singel brytyjskiej wokalistki popowej Lily Allen z jej pierwszego albumu studyjnego zatytułowanego Alright, Still. Utwór został napisany przez wokalistkę oraz Grega Kurstina, który zajął się też jego produkcją. W Wielkiej Brytanii został wydany do obrotu jako podwójny singel wraz ze stroną A „Shame for You”.
Chociaż melodia zawiera próbkę „Puppet on a String” Sandie Shaw, tekst bezpośrednio opisuje prawdziwe życie młodszego brata Lily, Alfiego Allena, krytykując go za leniwe zachowania.

## Lista utworów
- CD Single[2][3]

1. „Shame for You”
2. „Alfie” (explicit)

- 7" Vinyl[3]

1. „Shame for You”
2. „Alfie” (explicit)

- Digital download[3]

1. „Shame for You”
2. „Shame for You” (live at Bush Hall)
3. „Alfie” (explicit)
4. „Alfie” (CSS remix)
5. „Alfie” (live at Bush Hall)

- Japanese EP[4]

1. „Alfie”
2. „Smile”
3. „Everybody’s Changing”
4. „Nan You’re A Window Shopper”
5. „Alfie” (CSS remix)
6. „Smile” (Version Revisited) (Mark Ronson remix)
7. „Alfie” (banned version) (CD extra music video)
8. „LDN” (TYO version) (CD extra music video)
9. „Littlest Things” (CD extra music video)

## Notowania
| Lista (2007)              | Najwyższa pozycja |
| ------------------------- | ----------------- |
| European Hot 100 Singles  | 55                |
| Irish Singles Chart       | 31                |
| Japan Albums Chart[A]     | 226               |
| New Zealand Singles Chart | 15                |
| UK Singles Chart[B]       | 15                |

Notes:

- A^ Notowany minialbum „Alfie”.
- B^ Notowana podwójna wersja singla „Alfie”/„Shame for You”.